# Ellen Kiessling
Ellen Buchleitner, nata Kiessling (17 febbraio 1968), è un'ex mezzofondista tedesca.

## Palmarès

### Europei
- 1 medaglia:
  - 1 argento (Spalato 1990 nei 1500 m piani)

### Mondiali indoor
- 1 medaglia:
  - 1 bronzo (Budapest 1989 negli 800 m piani)

### Europei indoor
- 1 medaglia:
  - 1 argento (L'Aia 1989 negli 800 m piani)

## Altre competizioni internazionali
1989
- Coppa Europa di atletica leggera ( Gateshead)

1991
- Coppa Europa di atletica leggera ( Francoforte)

1994
- Coppa Europa di atletica leggera ( Birmingham)